# Philip Hammond
Philip Hammond CP (Epping, Essex, 4 de dezembro de 1955) é um politico britânico que serviu, entre 2010 e 2019, como membro no Gabinete de Governo do Reino Unido, primeiro como Secretário do Estado de Transporte, de 2011 a 2014 como Secretário de Estado da Defesa, depois de 2014 a 2016 como Ministro das Relações Exteriores do Reino Unido, em substituição de William Hague, e depois como Secretário do Tesouro, substituindo George Osborne, de 2016 a 2019.
Philip Hammond nasceu e foi criado em Epping, Essex, e frequentou a escola em Brentwood antes de estudar a política, filosofia e economia na University College, em Oxford. Mais tarde Hammond teve uma carreira de negócios em pequenas e médias empresas na fabricação, consultoria, propriedade e construção, e petróleo e gás, tanto no Reino Unido e no exterior.
Envolvimento activo de Philip Hammond na política do Partido Conservador, começou quando ele se ofereceu para a campanha 1979 das eleições gerais e foi designado para Westminster Norte, um eleitorado que os conservadores venceram por apenas 106 votos. Mais tarde, ele tornou-se um Presidente Associação Constituinte.
Philip Hammond primeiro ficou para o Parlamento em Newham North East em 1994. Tendo sido derrotado em que por-eleição, foi eleito, em 1997, pelo círculo eleitoral de Surrey e Weybridge. Philip Hammond foi reeleito deputado por Runnymede e Weybridge em maio de 2010 com uma maioria de 16.509 votos. Ele foi nomeado secretário de transportes depois das eleições gerais de 2010. Em 1997 e 2019, foi parlamentar representando Runnymede & Weybridge (no Sudeste da Inglaterra).